# Rivières à Ecrevisses à pattes blanches des Vallées du Cé et de l'Auzon
Rivières à Ecrevisses à pattes blanches des Vallées du Cé et de l'Auzon este o arie protejată (sit de importanță comunitară — SCI) din Franța întinsă pe o suprafață de 240,5 ha, integral pe uscat.

## Localizare
Centrul sitului Rivières à Ecrevisses à pattes blanches des Vallées du Cé et de l'Auzon este situat la coordonatele 45°25′20″N 3°26′20″E / 45.42218°N 3.43888°E.

## Înființare
Situl Rivières à Ecrevisses à pattes blanches des Vallées du Cé et de l'Auzon a fost declarat arie specială de conservare în baza directivei 92/43 din 1992 referitoare la conservarea habitatelor naturale și a faunei și florei sălbatice pentru a proteja 1 specie de animale.

## Biodiversitate
Situată în ecoregiunea continentală, aria protejată conține 6 habitate naturale: Pajiști cu Molinia pe soluri calcaroase, turboase sau argilos-nămoloase (Molinion caeruleae), Pante stâncoase silicioase cu vegetație casmofită, Liziere de ierburi înalte hidrofile de câmpie și de nivel montan până la alpin, Păduri aluvionare cu Alnus glutinosa și Fraxinus excelsior (Alno-Padion, Alnion incanae, Salicion albae), Păduri de fag acidofile atlantice, cu subarboret de Ilex și, uneori, de asemenea, Taxus, la nivelul arbuștilor (Quercion robori-petraeae sau Ilici-Fagenion), Formațiuni stabile xerotermofile de Buxus sempervirens pe pante stâncoase (Berberidion p.p.).
La baza desemnării sitului se află o specie protejată de  nevertebrate: Austropotamobius pallipes.